# 吳奇勳

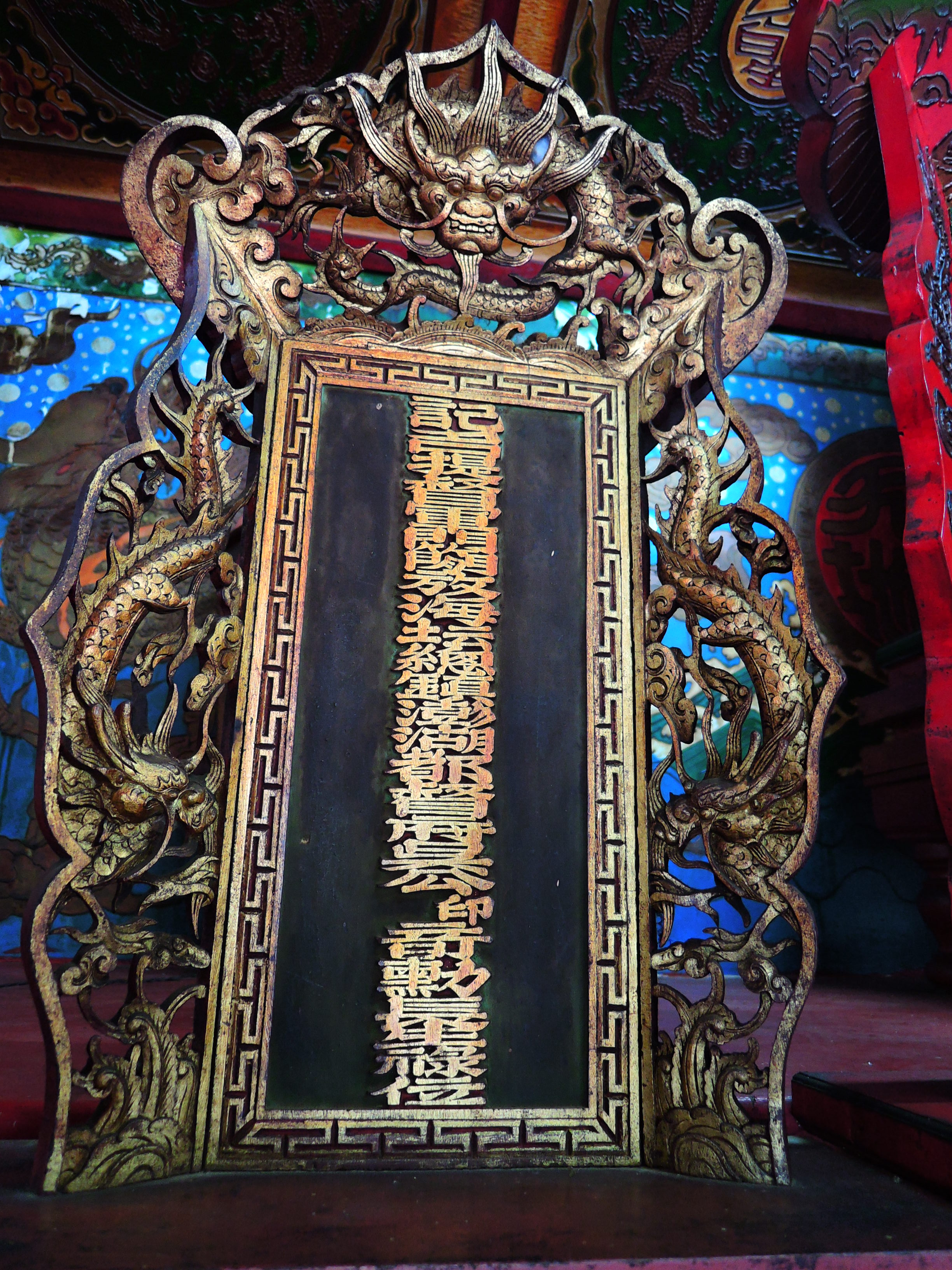
儘先補用水師提督福建澎湖副總兵官健勇巴圖魯吳奇勳（供於紅木埕武聖廟）

吳奇勳（1830年—？），字柱臣，廣東廉州府合浦縣（今廣西省合浦縣人，中國清朝武官官員。行伍出身。同治六年，奉旨接替張顯貴，於澎湖群島擔任澎湖水師協副將。而隸屬台灣鎮之下的此官職職等為從二品，是台灣清治時期的這階段，扼守台灣海峽的重要武將，並統帥兩標水營，數千名水師兵勇。光緒元年，升任提督。光緒四年，任山東登州鎮總兵、同年改福建海壇鎮總兵。
澎湖縣馬公市紅木埕武聖廟中，供有吳氏含官銜全名的牌位，以及多枚匾額落款出於吳奇勳之題。